# Жанажол — КС-13
Жанажол — КС-13 — газопровід на заході Казахстану.
В 2007 році стала до ладу перша черга Жанажольського газопереробного заводу 2 (ГПЗ-2) та очікувалось будівництво ще двох черг. Як наслідок, на додачу до існуючого трубопроводу Жанажол — Актобе в 2006-му ввели в дію газопровід Жанажол — КС-13, що дозволив подати ресурс на компресорну станцію № 13 колишньої системи Бухара — Урал (ділянка Красний Октябрь — Бозой).
Довжина газопроводу Жанажол — КС-13 становить 157 км. Він виконаний в діаметрі 813 мм, має робочий тиск у 6,4 МПа та пропускну здатність 5,2 млрд м3 на рік.
До газопроводу Жанажол — КС-13 також надходить додатковий ресурс по системі Кожасай — Алібекмола.